# خارزار (چگنی)
خارزار روستایی از توابع بخش ویسیان شهرستان چگنی در استان لرستان ایران است.

## جمعیت
این روستا در دهستان ویسیان قرار دارد و براساس سرشماری مرکز آمار ایران در سال ۱۳۸۵، جمعیت آن ۱۴۷ نفر (۳۴خانوار) بوده‌است.